# Camptown (Virginie)
 (mars 2025).
Camptown est une census-designated place située dans le comté d'Isle of Wight, dans l’État de Virginie, aux États-Unis. Lors du recensement de 2020, elle comptait 718 habitants.